# پیکاردی
پیکاردی نام یکی از ۲۶ ناحیهٔ کشور فرانسه است، این منطقه پر از تپه با منظره جنگل‌های بسیار بزرگ است، جمعیت این ناحیه ۱٬۸۹۰٬۰۰۰ نفر و پهناوری آن ۱۹۴۰۰ کیلومتر مربع بوده و مرکز آن شهر امیان است.

## نگارخانه

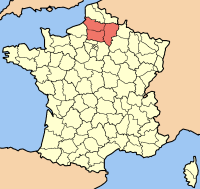
منطقه پیکاردی در فرانسه